# ابراهیم عمیدالسلطنه
میرزا ابراهیم عمیدالسلطنه (۱۲۹۲ هجری قمری) پزشک، وزیر و نماینده مردم سمنان و شاهرود در نخستین دوره مجلس شورای ملی و از اعضای لژ بیداری بود.

## زندگی
او فرزند میر سید رضی سمنانی، ملقب به رئیس‌الاطبا و برادر مریم عمید (از زنان روشنفکر و روزنامه نگار دوران قاجاریه) بود. نخست در دارالفنون به تحصیل طب پرداخت، مدتی بعد برای ادامه تحصیل به فرانسه اعزام شد. پس از بازگشت در خانه پدری اش در پامنار به طبابت مشغول و به عمیدالحکما ملقب شد. در نخستین دوره مجلس شورای ملی از شاهرود به نمایندگی انتخاب شد. پس از عزل محمدعلی شاه عضو هیئت هشت نفره ای شد که در آذر ۱۲۸۸ برای تصفیه امور راجعه به خلع محمدعلى شاه و اثاثیه سلطنتى و متحصنین سفارتخانه‌ها تشکیل شد. در دوره اول وزارت مالیه حسن وثوق در سال ۱۲۸۸ خورشیدی به ریاست دیوان محاسبات وزارت دارایی و در چهارم خرداد ۱۲۸۹ به معاونت این وزارتخانه منصوب شد. حسن وثوق زمانی که در کابینه علاء السلطنه به وزارت خارجه برگزیده شد، او را به ریاست محاکمات وزارت خارجه منصوب کرد و برایش از احمد شاه لقب عمیدالسلطنه گرفت. در دوره حکومت قوام السلطنه در ۱۳۳۶ بر خراسان، نزدیک به یک سال حکومت سبزوار را داشت و پس از آن به نیابت حکومت خراسان منصوب شد. در انتخابات دوره چهارم مجلس شورای ملی از نیشابور به نمایندگی رسید، ولی در همان اوائل کار مجلس در شانزدهم مهر ۱۳۰۰ به عنوان وزیر عدلیه به دولت قوام السلطنه پیوست و از نمایندگی استعفا داد. دوران وزارتش بیش از چهار ماه و نیم نپایید و با کناره گیری قوام السلطنه، او هم از وزارت عدلیه رفت. سال بعد که قوام بار دیگر دولت تشکیل داد، او را در ۲۷ خرداد ۱۳۰۱ به عنوان وزیر فوائد عامه به مجلس معرفی کرد. از جمله اقدامات مهم او در این دوره از وزارتش به تصویب رساندن لایحه ای برای تأسیس «شعبه حفظ الصحه حیوان» بود که اساس سازمان دامپزشکی ایران شد. او سمت وزارت فوائد عامه را در دولتهای سوم و چهارم قوام‌السلطنه هم حفظ کرد. 

## فعالیت‌ها
انتصابات عمیدالسلطنه در دوره وزارت وثوق الدوله و قوام السلطنه نشان دهنده ارتباط عمیق او با این دو برادر است.